# Іголомія
Іголомія (пол. Igołomia) — село в Польщі, у гміні Іголомія-Вавженьчице Краківського повіту Малопольського воєводства.
Населення — 1193 особи (2011).
У 1975-1998 роках село належало до Краківського воєводства.

## Демографія
Демографічна структура станом на 31 березня 2011 року:
|          | Загалом | Допрацездатний вік | Працездатний вік | Постпрацездатний вік |
| -------- | ------- | ------------------ | ---------------- | -------------------- |
| Чоловіки | 564     | 109                | 403              | 52                   |
| Жінки    | 629     | 135                | 361              | 133                  |
| Разом    | 1193    | 244                | 764              | 185                  |